# Topps

Logotype de Topps.

The Topps Company, Inc., mieux connu sous le nom de Topps, est une entreprise américaine.
Basée à New York, elle fabrique des confiseries mais elle est surtout connue comme un important producteur de cartes et stickers à collectionner sur le sport et sur Star Wars.

Carte à collectionner Topps
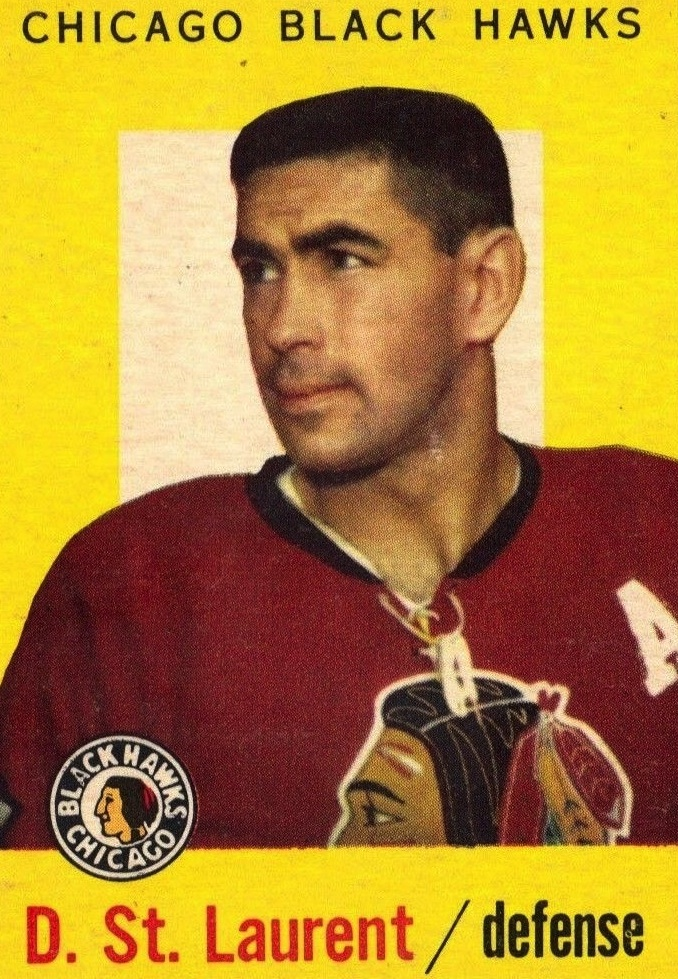
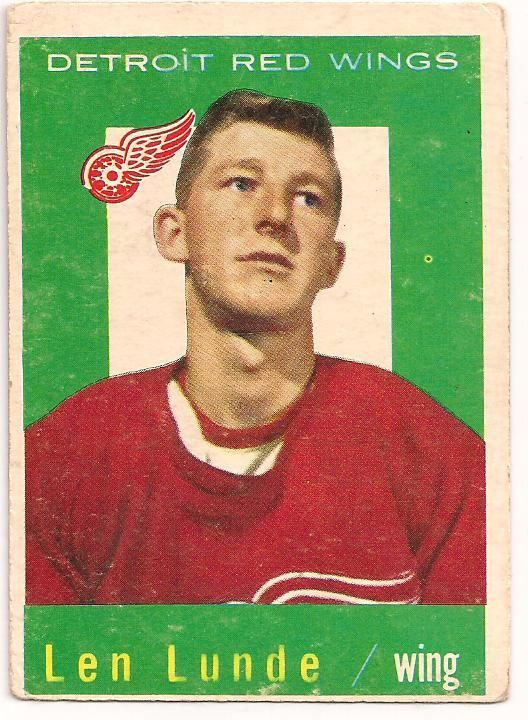
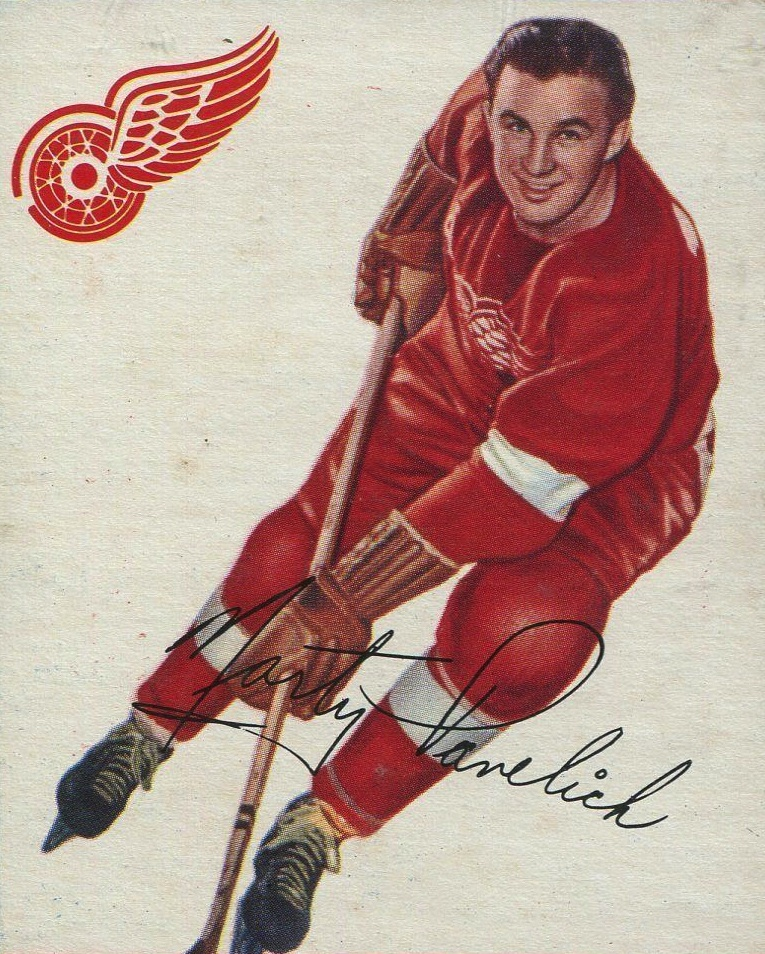
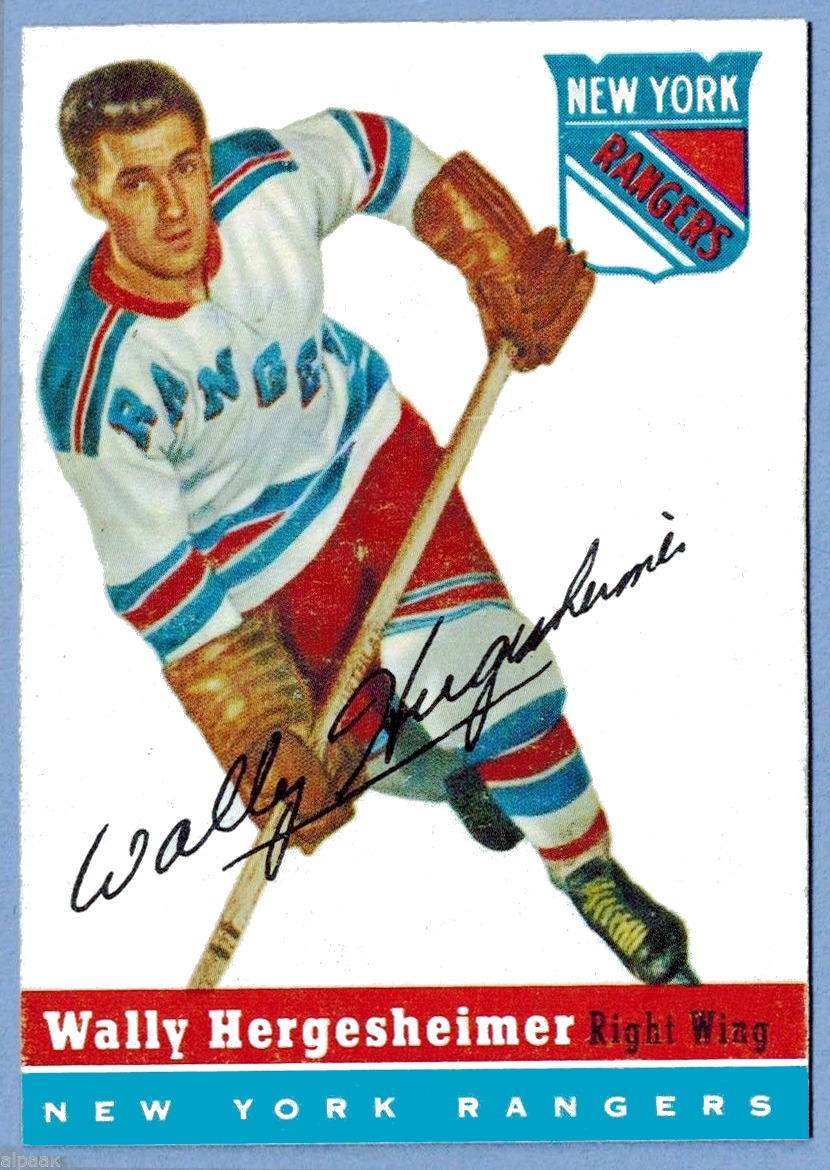